# Dichromorpha prominula
Dichromorpha prominula är en insektsart som först beskrevs av Bruner, L. 1904.  Dichromorpha prominula ingår i släktet Dichromorpha och familjen gräshoppor. Inga underarter finns listade i Catalogue of Life.